# STS-54
是历史上第五十二次航天飞机任务，也是奮進號太空梭的第三次太空飞行。

## 任务成员
- 约翰·卡斯帕（英语：John Casper），曾执行STS-36、STS-62以及STS-77任务），指令长
- 唐纳德·麦克蒙纳格（英语：Donald R. McMonagle），曾执行STS-39、以及STS-66任务），飞行员
- 马里奥·伦科（英语：Mario Runco），曾执行STS-44、以及STS-77任务），任务专家
- 格里高利·哈巴（英语：Gregory J. Harbaugh），曾执行STS-39、STS-71以及STS-82任务），任务专家
- 苏珊·赫尔姆斯（英语：Susan J. Helms），曾执行、STS-64、STS-78、STS-101、STS-102、国际空间站第2期长期考察组（英语：Expedition 2）以及STS-105任务），任务专家